# Pascweten
Pascweten o Pasquitano (... – 876) fu re di Bretagna, unitamente a Gurvant, conte di Rennes, dall'874 alla sua morte.

## Origine
Pascweten era figlio del conte di Vannes, Ridoredh.

## Biografia
Di Pascweten si hanno scarse notizie: secondo gli Annales Bertiniani, aveva sposato Prostlona, la figlia del re di Bretagna, Salomone.
Pasquitano viene citato in alcuni documenti, dell'862, dell'865 e dell'871.
Pasquitano, nell'867, fu presente alla stipula del trattato di pace, tra il re dei Franchi, Carlo il Calvo ed il re di Bretagna, Salomone, a Compiègne, dove negli Annales Bertiniani,  Pasquitano, era definito genero di Salomone.
Dopo che il re di Bretagna, Salomone si era rappacificato con i Normanni (infatti secondo gli Annales Bertiniani, Salomone, nel corso dell'874, aveva portato aiuto a Carlo il Calvo che era impegnato a combattere i Normanni, oltre il fiume Meduana), secondo il cronista franco, Reginone, venne ucciso da suo genero, Pasquitano o Pascweten, conte di Vannes, e dal genero del suo predecessore, sul trono di Bretagna, Erispoë, Vurfrando o Gurvant, conte di Rennes, che si divisero il regno tra di loro.
La spartizione del regno tra i due pretendenti, sempre secondo Reginone, non fu facile e Pasquitano o Pascweten, con l'aiuto dei Normanni, riuscì ad ottenere la maggior parte del regno.
Gurvant non accettò questa divisione del territorio e, nonostante la defezione di alcuni suoi uomini, continuò a combattere Pasquitano.
Secondo Rosamond McKitterick, i due avversari nel corso dell'876, furono esautorati, ma secondo Reginone Pasquitano morì nel corso di quell'anno e gli succedette il fratello, Alano I il Grande., mentre a Gurvant succedette il proprio figlio, Judicael, dopo la sua morte, nell'877.

## Discendenza
Dalla moglie, la figlia primogenita del re di Bretagna, Salomone e di Guenebret, Prostilona (?-prima dell'8 gennaio 876), come risulta dagli Annales Bertiniani, Pascweten non ebbe figli. Né si ha notizia che abbia avuto altri figli.

### Fonti primarie
- (LA)  Monumenta Germanica Historica, tomus I.
- (LA)  Annales Bertiniani.

### Letteratura storiografica
- René Poupardin, I regni carolingi (840-918), cap. XIX, vol. II (L'espansione islamica e la nascita dell'Europa feudale) della Storia del Mondo Medievale, pp. 582–634.